# فيكي نتيتيما

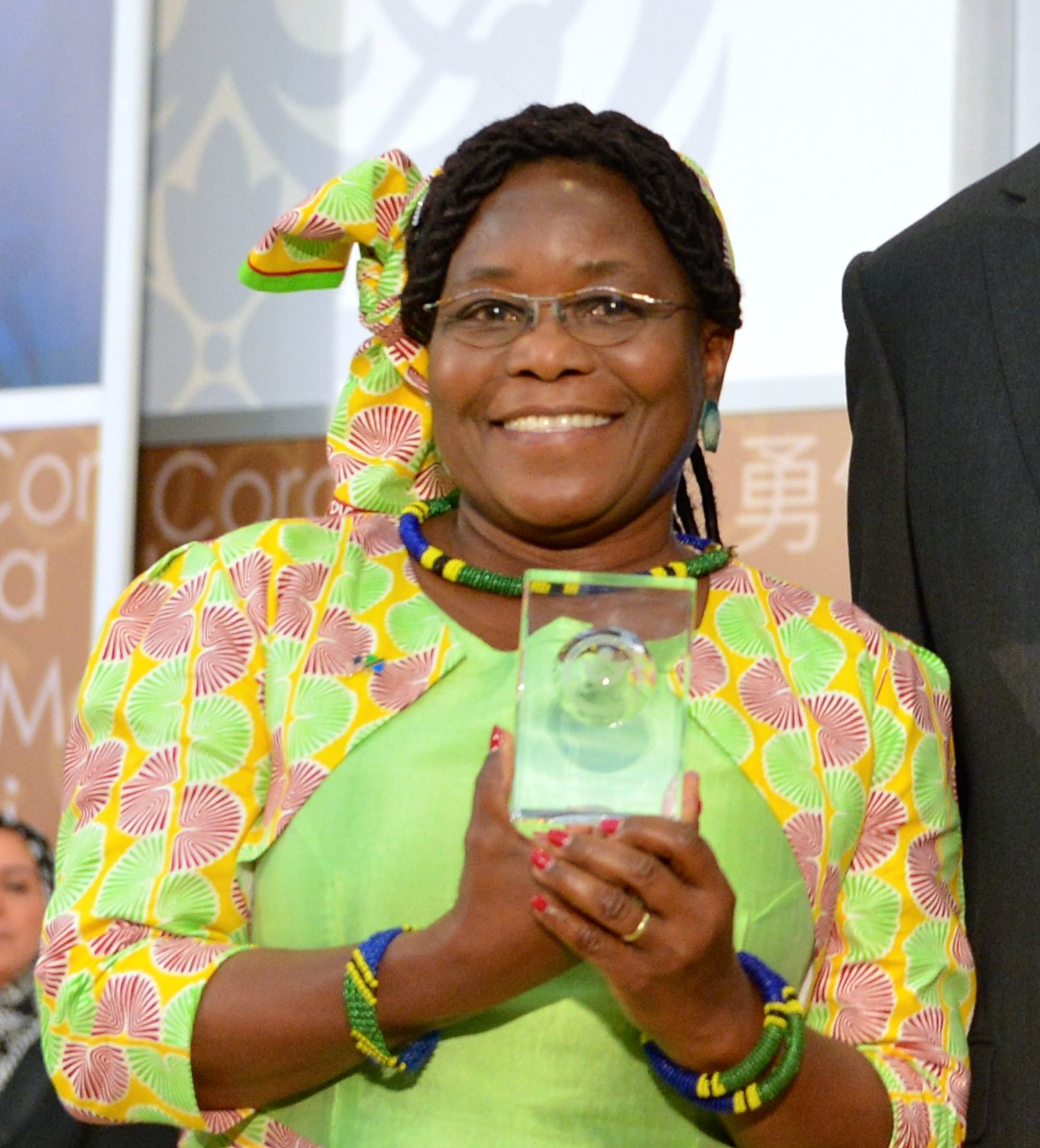
فيكي نتيتيما.

فيكي نتيتيما (بالإنجليزية: Vicky Ntetema)‏ ولدت سنة 1959 في دار السلامن وهي صحفية إذاعية تانزانية. أعلنت عن قصة قتل المصابين بالبرص في تانزانيا وبوروندي. وهي تقود الفرع التانزاني لحماية المصابين بالبرص في العالم والتي تعتبر منظمة غير حكومية.
حصلت في 2016 على جائزة أشجع امرأة دولية.

## حياتها
ولدت نتيتيما في تانزانيا سنة 1959، تلقت درجة الباكالوريا في الإتحاد السوفياتي في عام 1985، ثم درسة الصحافة في جامعة ولاية بيلاروسيا في مينسك، وحصلت على درجة الماجستير في العلوم في نظام تطوير المعلومات من جامعة لندن.

## عملها
بدأت نتيتيما العمل مع البي بي سي سنة 1991 كمترجمة للغة السواحلية. وفي 2005، رجعت إلى تانزانيا، وأصبحت رئيسة الخدمة العالمية لبي بي سي في تانزانيا. عملت في بي بي سي من سنة 1991 إلى 2009.
في نوفمبر 2007، أرادت نتيتيما معرفة قصة سلسلة جرائم القتل البيضاء وعلاقتهم بويتش دوكتور. أكثر من 90% من التنزانيين يؤمنون بالشعوذة، لذلك الأطباء السحرة مهمين في الحياة الأفريقية التقليدية. ووفقا لنتيتيما، فقذ قتل أكثر من 50 برص منذ عام 2007، وغالبا ما، يدفع أطباء السحرة الناس لقتل المصابين بالبرص. والشرطة تحمي القتلة.
في يوليو 2008، قصت هذه القصة في البي بي سي، وقالت أنها تلقت تهديدات، لذلك قررت البي بي سي بطردها. ذهب إلى لندن، وبعد وقت لاحق ذهبت إلى كينيا.